# Naturbahnrodel-Europameisterschaft 2008
Die 22. FIL-Naturbahnrodel-Europameisterschaft fand vom 15. bis 17. Februar 2008 im italienischen Olang auf der Rodelbahn Panorama statt.

## Technische Daten der Naturrodelbahn
| Name                   | Rodelbahn „Panorama“ |
| Seehöhe Start          | 1223,43 m            |
| Seehöhe Ziel           | 1105,75 m            |
| Höhendifferenz         | 0117,68 m            |
| Länge                  | 1008,50 m            |
| Durchschnittl. Gefälle | 0011,77 %            |
| Maximales Gefälle      | 0019,20 %            |
| Minimales Gefälle      | 0003,60 %            |

## Einsitzer Herren
| Platz | Name                  | Zeit          |
| ----- | --------------------- | ------------- |
| 01    | Robert Batkowski      | 3:28,16 min   |
| 02    | Anton Blasbichler     | + 00,18 s     |
| 03    | Patrick Pigneter      | + 01,02 s     |
| 04    | Michael Scheikl       | + 01,48 s     |
| 05    | Rudi Resch            | + 02,04 s     |
| 06    | Hannes Clara          | + 02,19 s     |
| 07    | Florian Breitenberger | + 02,22 s     |
| 08    | Gerald Kammerlander   | + 02,87 s     |
| 09    | Florian Batkowski     | + 02,96 s     |
| 10    | Gernot Schwab         | + 03,00 s     |
| 11    | Christian Schwarz     | + 03,40 s     |
| 12    | Damian Waniczek       | + 03,98 s     |
| 13    | Georg Maurer          | + 04,19 s     |
| 14    | Kaj Johnson           | + 04,70 s     |
| 15    | Alexander Jegorow     | + 05,18 s     |
| 16    | Thomas Kammerlander   | + 05,31 s     |
| 17    | Marcus Grausam        | + 05,91 s     |
| 18    | Björn Kierspel        | + 05,92 s     |
| 19    | Christian Wichan      | + 06,29 s     |
| 20    | Adam Jędrzejko        | + 07,19 s     |
| 21    | Žiga Pagon            | + 07,23 s     |
| 22    | Iwan Lasarew          | + 08,60 s     |
| 23    | Miha Meglič           | + 10,24 s     |
| 24    | Galabin Bozew         | + 11,03 s     |
| 25    | Andrzej Laszczak      | + 12,99 s     |
| 26    | Matic Nemc            | + 14,69 s     |
| 27    | Ihor Senjuk           | + 16,17 s     |
| 28    | Patrick Nowik         | + 22,98 s     |
| 29    | Marjan Husner         | + 26,79 s     |
| 30    | Tschawdar Arsow       | + 28,08 s     |
| 31    | Jewhen Prysjaschnjuk  | + 28,35 s     |
| 32    | Eddy Dunlop           | + 34,12 s     |
| 33    | Witalij Sacharow      | + 58,64 s     |
| --    | Robert Stadler        | DNF (3. Lauf) |
| --    | Markus Wichan         | DNF (1. Lauf) |

Datum: 16. Februar (1. Wertungslauf) und 17. Februar 2008 (2. und 3. Wertungslauf)
Robert Batkowski, der Weltmeister von 2003, wurde mit Bestzeit im zweiten der drei Wertungsläufe Europameister. Die Silbermedaille gewann der Italiener Anton Blasbichler, der Bestzeit im dritten Lauf fuhr, aber im zweiten zu viel Zeit auf Batkowski verloren hatte. Die Bronzemedaille gewann wie schon bei der EM 2006 der Italiener Patrick Pigneter. Er gewann den ersten der drei Läufe und lag nach dem zweiten immer noch in Führung, verlor aber im dritten Wertungslauf über 1,4 Sekunden. Der Titelverteidiger Gernot Schwab wurde Zehnter.

## Einsitzer Damen
| Platz | Name                   | Zeit        |
| ----- | ---------------------- | ----------- |
| 01    | Jekaterina Lawrentjewa | 3:31,01 min |
| 02    | Renate Kasslatter      | + 01,45 s   |
| 03    | Renate Gietl           | + 01,64 s   |
| 04    | Melanie Batkowski      | + 02,51 s   |
| 05    | Julija Wetlowa         | + 03,26 s   |
| 06    | Evelin Lanthaler       | + 04,39 s   |
| 07    | Marlies Wagner         | + 05,24 s   |
| 08    | Melanie Schwarz        | + 06,53 s   |
| 09    | Tina Unterberger       | + 06,59 s   |
| 10    | Michaela Maurer        | + 10,65 s   |
| 11    | Katrin Mladek          | + 10,89 s   |
| 12    | Oksana Jelessina       | + 11,40 s   |
| 13    | Olga Sidorowa          | + 12,10 s   |
| 14    | Veronika Nachmann      | + 13,10 s   |
| 15    | Irma Karišik           | + 17,84 s   |

Datum: 16. Februar (1. und 2. Wertungslauf) und 17. Februar 2008 (3. Wertungslauf)
Die amtierende Weltmeisterin Jekaterina Lawrentjewa wurde mit Bestzeiten im ersten und zweiten Wertungslauf zum zweiten Mal nach 2004 Europameisterin. Den dritten Wertungslauf gewann die Silbermedaillengewinnerin Renate Kasslatter aus Italien, die damit ihre Teamkollegin Renate Gietl – sie lag nach zwei Läufen noch an zweiter Stelle – auf Platz drei verwies.

## Doppelsitzer
| Platz | Name                                  | Zeit        |
| ----- | ------------------------------------- | ----------- |
| 01    | Pawel Porschnew – Iwan Lasarew        | 2:25,39 min |
| 02    | Patrick Pigneter – Florian Clara      | + 00,42 s   |
| 03    | Alexander Jegorow – Pjotr Popow       | + 01,91 s   |
| 04    | Christian Schatz – Gerhard Mühlbacher | + 03,80 s   |
| 05    | Björn Kierspel – Christian Wichan     | + 04,02 s   |
| 06    | Denis Alimow – Roman Molwistow        | + 04,23 s   |
| 07    | Andrzej Laszczak – Damian Waniczek    | + 04,67 s   |
| 08    | Christian Schopf – Herbert Kögl       | + 05,19 s   |
| 09    | Christoph Knauder – Thomas Knauder    | + 05,51 s   |
| 10    | Thomas Weiss – Andreas Leiter         | + 05,88 s   |
| 11    | Pawel Silin – Iwan Rodin              | + 08,06 s   |
| 12    | Witalij Sacharow – Ihor Senjuk        | + 09,21 s   |
| 13    | Galabin Bozew – Tschawdar Arsow       | + 12,87 s   |
| 14    | Jewhen Prysjaschnjuk – Marjan Husner  | + 13,70 s   |

Datum: 16. Februar 2008 (beide Wertungsläufe)
Die Russen Pawel Porschnew und Iwan Lasarew wurden zum dritten Mal in Folge Europameister im Doppelsitzer. Zuvor war dies nur den Österreichern Andi und Helmut Ruetz in den 1990er-Jahren gelungen. Die Silbermedaille ging an die Italiener Patrick Pigneter und Florian Clara, die sämtliche Weltcuprennen der Saison gewonnen hatten. Bei der EM verloren sie jedoch schon im ersten Durchgang zu viel Zeit auf Porschnew/Lasarew, die sie auch mit der Bestzeit im zweiten Lauf nicht mehr aufholen konnten. Die Bronzemedaille gewann ein weiteres russisches Paar: Alexander Jegorow und Pjotr Popow.

## Medaillenspiegel
| Platz | Land       | Gold | Silber | Bronze | Gesamt |
| ----- | ---------- | ---- | ------ | ------ | ------ |
| 1.    | Russland   | 2    | —      | 1      | 3      |
| 2.    | Österreich | 1    | —      | —      | 1      |
| 3.    | Italien    | —    | 3      | 2      | 5      |